# Andrew Jung
Andrew Jung (Remiremont, 8 ottobre 1997) è un calciatore francese, attaccante dell'OFI Creta.

## Carriera
Jung ha iniziato la sua carriera nel settore giovanile dello Stade Reims ed ha debuttato in prima squadra il 25 novembre 2016 nell'incontro di Ligue 2 perso 3-0 contro il Nîmes. Nel luglio del 2018 è stato ceduto in prestito al Concarneau, ed il 15 gennaio 2019 ha firmato il suo primo contratto professionistico con il club biancorosso.
Il 17 giugno 2019 è stato ceduto a titolo definitivo al Châteauroux, ma nel gennaio del 2020 è tornato al Concarneau in prestito per sei mesi. L'estate successiva è andato in prestito al Quevilly-Rouen nel Championnat National, dove si è laureato capocannoniere della competizione con 21 reti in 30 partite.
L'ottima stagione dal punto di vista personale ha attirato l'interesse dell'Ostenda che lo ha acquistato il 27 luglio 2021 lasciandolo in prestito al Nancy per la stagione 2021-2022. Il 18 settembre 2021 ha segnato il suo primo gol in Ligue 2 nel pareggio per 1-1 contro il Le Havre.
Il 31 agosto 2022 è stato nuovamente prestato, questa volta al Quevilly-Rouen in terza divisione. Rientrato all'Ostenda, ha debuttato in prima squadra nel mese di agosto prima di passare in prestito al Valenciennes.

## Statistiche

### Presenze e reti nei club
Statistiche aggiornate al 7 aprile 2024.
| Stagione        | Squadra          | Campionato      | Campionato | Campionato | Coppe nazionali | Coppe nazionali | Coppe nazionali | Coppe continentali | Coppe continentali | Coppe continentali | Altre coppe | Altre coppe | Altre coppe | Totale | Totale | Totale |
| Stagione        | Squadra          | Comp            | Pres       | Reti       | Comp            | Pres            | Reti            | Comp               | Pres               | Reti               | Comp        | Pres        | Reti        | Pres   | Reti   |        |
| --------------- | ---------------- | --------------- | ---------- | ---------- | --------------- | --------------- | --------------- | ------------------ | ------------------ | ------------------ | ----------- | ----------- | ----------- | ------ | ------ | ------ |
| 2015-2016       | Stade Reims 2    | CFA2            | 4          | 2          |                 | -               | -               |                    | -                  | -                  |             | -           | -           | 4      | 2      |        |
| 2016-2017       | Stade Reims 2    | CFA             | 19         | 6          |                 | -               | -               |                    | -                  | -                  |             | -           | -           | 19     | 6      |        |
| 2017-2018       | Stade Reims 2    | N2              | 26         | 12         |                 | -               | -               |                    | -                  | -                  |             | -           | -           | 26     | 12     |        |
| 2016-2017       | Stade Reims      | L2              | 3          | 0          | CF+CdL          | 0               | 0               |                    | -                  | -                  |             | -           | -           | 3      | 0      |        |
| 2018-2019       | Concarneau       | N1              | 26         | 7          | CF              | 3               | 1               |                    | -                  | -                  |             | -           | -           | 29     | 8      |        |
| 2019-gen. 2020  | Châteauroux 2    | N3              | 4          | 2          |                 | -               | -               |                    | -                  | -                  |             | -           | -           | 4      | 2      |        |
| 2019-gen. 2020  | Châteauroux      | L2              | 9          | 0          | CF+CdL          | 1+1             | 0               |                    | -                  | -                  |             | -           | -           | 11     | 0      |        |
| gen.-giu. 2020  | Concarneau       | N1              | 7          | 3          | CF              | 0               | 0               |                    | -                  | -                  |             | -           | -           | 7      | 3      |        |
| 2020-2021       | Quevilly-Rouen   | N1              | 30         | 21         | CF              | 3               | 2               |                    | -                  | -                  |             | -           | -           | 33     | 23     |        |
| 2021-2022       | Nancy            | L2              | 30         | 3          | CF              | 5               | 2               |                    | -                  | -                  |             | -           | -           | 35     | 5      |        |
| 2022-2023       | Quevilly-Rouen 2 | N3              | 1          | 0          |                 | -               | -               |                    | -                  | -                  |             | -           | -           | 1      | 0      |        |
| 2022-2023       | Quevilly-Rouen   | L2              | 27         | 2          | CF              | 1               | 0               |                    | -                  | -                  |             | -           | -           | 28     | 2      |        |
| ago. 2023       | Ostenda          | D2              | 3          | 0          | CB              | 0               | 0               |                    | -                  | -                  |             | -           | -           | 3      | 0      |        |
| 2023-2024       | Valenciennes     | L2              | 21         | 2          | CF              | 4               | 2               |                    | -                  | -                  |             | -           | -           | 25     | 4      |        |
| Totale carriera | Totale carriera  | Totale carriera | 210        | 60         |                 | 18              | 7               |                    | -                  | -                  |             | -           | -           | 228    | 67     |        |

## Palmarès

### Individuale
- Capocannoniere del Championnat National: 1

2020-2021 (21 gol)